# ORF-Stiftungsrat
Der Stiftungsrat des ORF ist ein Organ des Österreichischen Rundfunks (ORF) und dient vorrangig der Kontrolle und Leitung der Rundfunkgesellschaft. Der Stiftungsrat besteht aus 35 Mitgliedern und sichert den Einfluss der politischen Parteien im ORF. 24 der 35 Stiftungsräte werden von Bundesregierung (neun Mitglieder), Landesregierungen (je ein Mitglied pro Bundesland) und Parlamentsparteien (je ein Mitglied pro Partei) ausgewählt, 6 vom Publikumsrat, der aus 17 vom Bundeskanzler bestellten Mitgliedern besteht, weitere fünf Stiftungsräte stellt der ORF-Zentralbetriebsrat.

## Geschichte

### ORF-Aufsichtsrat 1967 bis 1974
Das spätere ORF-Kuratorium ersetzte als Nachfolgeorgan den vormaligen Aufsichtsrat. Rechtliche Grundlage war das Rundfunkgesetz 1966. Der Aufsichtsrat bestand aus 22 Mitgliedern und umfasste neun Ländervertreter, insgesamt fünf Vertreter aus den Bereichen Kirchen und Religionsgesellschaften, Wissenschaft, Kunst, Bildung und Sport. Sechs Mitglieder waren Parteienvertreter aus dem damaligen SPÖ-ÖVP-Proporz, zwei Mitglieder entsandten die Betriebsräte.

### ORF-Kuratorium 1974 bis 2001
Das frühere, auf der Gesetzesgrundlage Rundfunkgesetz 1974 beruhende Organ, war das ORF-Kuratorium. Am 24. September 1974 hat es mit der ersten Sitzung seine Funktion aufgenommen, nach 27 Jahren, mit dem Ende der Funktionsperiode am 31. Dezember 2001, wurde das Kuratorium vom Stiftungsrat abgelöst. Wie dieser bestand das Kuratorium aus 35 Mitgliedern, wovon sechs von der Bundesregierung, neun von den Ländern, fünf vom ORF-Zentralbetriebsrat und sechs Mitglieder von der damaligen Hörer- und Sehervertretung (bis Dezember 2001 das Vorläuferorgan des ORF-Publikumsrats) entsandt wurden.

### ORF-Stiftungsrat seit 2002
Die Aufgaben des Stiftungsrates sind ähnlich einem Aufsichtsrat bei einer Aktiengesellschaft. Der Stiftungsrat wählt den Generaldirektor mit einfacher Mehrheit und kann diesen mit 2/3 Mehrheit wieder abwählen und trifft Personalentscheidungen. Weiters setzt er das Programmentgelt und die Höhe der Werbegebühren fest. Weiters obliegt ihm die Entscheidung, ob Verträge mit dem ORF der Öffentlichkeit publik gemacht werden dürfen.
Der Stiftungsrat existiert auf der Grundlage des ORF-Gesetzes, das am 5. Juli 2001 vom österreichischen Nationalrat mit den Stimmen der Abgeordneten von ÖVP und FPÖ beschlossen wurde. Dabei kam es zur Schaffung der drei Organe Generaldirektor, Stiftungsrat und Publikumsrat.

#### Vorsitzende
Vorsitzender des ORF-Stiftungsrats war ab Mai 2018 Norbert Steger. Am 19. Mai 2022 folgte ihm Lothar Lockl, der mit 34 von 35 Stimmen bei einer Enthaltung gewählt wurde.
- 2001–2010: Klaus Pekarek[6]
- 2010–2014: Brigitte Kulovits-Rupp[7]
- 2014–2018: Dietmar Hoscher[8]
- 2018–2022: Norbert Steger[4]
- ab 19. Mai 2022: Lothar Lockl[9]
- seit 17. Mai 2025: Heinz Lederer (* 1963)[10]

## Mitglieder

### Zusammensetzung
Die 35 Mitglieder des ORF-Stiftungsrates setzen sich wie folgt zusammen:
- 9 Mandate bestimmt die Bundesregierung.
- 6 Mandate bestimmen die Parteien im Nationalrat.
- 9 Mandate bestimmen die Landesregierungen.
- 6 Mandate bestimmt der ORF-Publikumsrat.
- 5 Mandate bestimmt der ORF-Zentralbetriebsrat.

### Politische Freundeskreise
Der ORF-Stiftungsrat ist gesetzlich unabhängig und weisungsfrei (§ 19 Abs. 2 ORF-G). Dessen Mitglieder organisieren sich jedoch häufig in informellen „Freundeskreisen“, die politischen Fraktionen zugeordnet werden. Seit 2016 gibt es darüber hinaus einen „Bundesländer-Freundeskreis“ im ORF-Stiftungsrat. In den Treffen der Freundeskreise werden Sitzungen und Ausschüsse des ORF Stiftungsrates vorbesprochen.
Die Treffen der Freundeskreise werden aufgrund der Nähe zu politischen Parteien und der Anwesenheit politischer Akteure regelmäßig kritisiert. Im Februar 2012 initiierte der ehemalige ORF-Generaldirektor Gerd Bacher mit über 270 weiteren Prominenten eine Publikumsbeschwerde zur Parteilichkeit des ORF Stiftungsrates. Als zuständige Behörde entschied die KommAustria, dass die Diskussion zum Abstimmungsverhalten der Mitglieder des ORF-Stiftungsrates innerhalb der Freundeskreise keinen Verstoß gegen das ORF-Gesetz darstellt.
Im Juni 2022 stellte das Land Burgenland einen Antrag an den Verfassungsgerichtshof, der den VfGH zur verfassungsmäßigen Überprüfung der Rechtmäßigkeit der Besetzung des Stiftungs- und Publikumsrates auffordert. Ähnliche Vorwürfe erhob zuvor Armin Wolf.

### Auflistung Mitglieder
Der Stiftungsrat konstituierte sich zuletzt am 17. Mai 2025. Zum Vorsitzenden wurde Heinz Lederer, zum stellvertretenden Vorsitzenden wurde Gregor Schütze gewählt.
- Hildegard Aichberger (Bundesregierung über Vorschlag Die Grünen)
- Ewald Aschauer (Bundesregierung über Vorschlag der ÖVP)
- Markus Boesch (Bundesregierung über Vorschlag der NEOS)
- Michael Cesar (Zentralbetriebsrat)
- Leonhard Dobusch (Bundesregierung)
- Ulrike Domany-Funtan (Salzburg)
- Gerald Erler (Zentralbetriebsrat)
- Florian Gass (Zentralbetriebsrat)
- Alfred Geismayr (Vorarlberg)
- Philip Ginthör (Bundesregierung)
- Michael Götzhaber (Kärnten)
- Katharina Hofer (Oberösterreich)
- Christiana Jankovics (Zentralbetriebsrat)
- Norbert Kettner (Wien)
- Rudolf Kolbe (Publikumsrat)
- Christian Kolonovits (Burgenland)
- Andreas Kratschmar (Publikumsrat)
- Harald Kratzer (Zentralbetriebsrat)
- Stefan Kröll (Tirol)
- Heinz Lederer (Bundesregierung über Vorschlag der SPÖ)
- Siegfried Meryn (Publikumsrat)
- Helmut Miernicki (Niederösterreich)
- Thomas Prantner (Steiermark)
- Herbert Rupp (Publikumsrat)
- Astrid Salmhofer (Bundesregierung)
- Andrea Schellner (Publikumsrat)
- Gregor Schütze (Bundesregierung)
- Ruth Strondl (Bundesregierung)
- Christoph Urtz (Bundesregierung über Vorschlag der FPÖ)
- Peter Westenthaler (Bundesregierung über Vorschlag der FPÖ)
- Bernhard Wiesinger (Publikumsrat)
- Christina Wilfinger (Bundesregierung)
- Alexander Zach (Publikumsrat)
- Gabriele Zgubic-Engleder (Publikumsrat)